# 斯闊鎮區 (愛荷華州沃倫縣)
斯闊鎮區（英語：Squaw Township）是位於美國愛荷華州沃倫縣的一個行政鎮區。

## 地方資料
根據2010年美國人口普查的數據，斯闊鎮區的面積為93.90平方千米，當中陸地面積為93.50平方千米，而水域面積為0.40平方千米。當地共有人口672人，而人口密度為每平方千米7.16人。